# Oskar Deecke
Oskar Deecke (født 16. maj 1986) er en tysk hockeyspiller, der spillede for Tyskland ved OL 2012 i London
Deecke har spillet for klubben Crefelder HTC. Han spillede alle kampe for Tyskland ved OL 2012, hvor holdet blev nummer to i sin indledende pulje efter Holland. De vandt derpå semifinalen over Australien 4-2 og fik derved revanche for nederlaget i VM-finalen 2010. I finalen besejrede de Holland 2-1 og sikrede sig dermed guldet foran Holland, mens Australien vandt bronzekampen.
Han var også udtaget til OL 2016 i Rio de Janeiro, men fik ikke spilletid i turneringen.